# 7500
«7500» — бойовик-трилер 2019 року, знятий Патріком Воллратом (його повнометражний режисерський дебют) за сценарієм Воллрата та Сенада Халілбашича. Джозеф Гордон-Левітт зіграв Тобіаса Елліса, пілота, чий літак викрадають ісламські терористи. Зйомки фільму, створеного у міжнародній копродукції між Австрією, Німеччиною та США, проходили у листопаді 2017 року в Кельні та Відні. Назва фільму це екстрений код транспондера, що позначає «незаконне втручання».
Світова прем'єра фільму відбулася на кінофестивалі в Локарно 9 серпня 2019 року, а 18 червня 2020 року Amazon Studios запустила його для перегляду в цифровому форматі у США. Фільм отримав змішані відгуки від критиків, які високо оцінили гру Гордон-Левітта.

## Сюжет
Пілоти авіакомпанії European Airways капітан Майкл Лутцман і перший пілот Тобіас Елліс готуються до польоту на борту літака А319 з Берліна до Парижа. Тобіас розмовляє з однією зі стюардес, яка виявляється його дівчиною Ґьокче. Вони обговорюють проблему пошуку дитячого саду для їх дворічного сина. Лутцман повертається до кабіни пілотів, і вони починають передпольотну перевірку.
Після зльоту інша стюардеса, Наталі, приносить пілотам їжу, що дає терористам можливість увірватися до кабіни пілотів. Убивши Наталі, двоє терористів, Кінан і Ведат, нападають на пілотів. Капітан подає сигнал тривоги та отримує важке ножове поранення від Кінана. Тобіас виштовхує Ведата й зачиняє двері, залишаючи Кінана в кабіні. Тобіасу вдається нейтралізувати Кінана, вдаривши його вогнегасником по голові, і вижити після нападу, але його ліва рука отримує важку травму. Він подає сигнал диспетчерам управління повітряним рухом, використовуючи код радіоретранслятора 7500 (аварійний сигнал транспондера на випадок викрадення літака). Літак перенаправляють до Ганновера для аварійної посадки. Тобіас зв'язує Кінана і пристібає його ременями до парашута.
Решта викрадачів постійно намагаються проникнути в кабіну пілотів, а Тобіас попереджає диспетчерську службу про події, що відбуваються. Диспетчер нагадує Тобіасу, що він не має права відчиняти двері кабіни, незважаючи на погрози викрадачів завдати шкоди або навіть вбити заручників. Лутцман зрештою помирає від отриманих поранень, а Тобіас безуспішно намагається його реанімувати. У кабіні пілотів Тобіас дивиться на монітор камери спостереження за входом до кабіни, де видно, що Деніел, один із викрадачів, взяв у заручники пасажира. Даніель починає погрожувати вбити заручника, якщо Тобіас не відкриє двері. Тобіас благає Ведата по інтерфону, кажучи йому, що він не може відчинити двері кабіни, але Даніель все одно вбиває пасажира.
Даніель повертається з іншим заручником — цього разу це Ґьокче. Тобіас благає зберегти їй життя і закликає пасажирів на допомогу, повідомляючи їм, що викрадачі погано озброєні: у них лише скляні ножі й немає вогнепальної зброї. Він благає Ведата втрутитися, але марно; Ґьокче вбивають.
Тобіас продовжує пілотувати літак. Кінан непомітно звільняється і збиває Тобіаса з ніг. Кінан відчиняє двері і впускає до кабіни Ведата, який утік від пасажирів, що напали на решту викрадачів у салоні літака. Йому вдається зачинити двері, а пасажири намагаються проникнути в кабіну. Поки Кінан бере контроль над літаком, він просить, щоб Ведат убив пілота, але той лише зв'язує Тобіаса. Стає зрозуміло, що терористи-смертники мають намір розбити літак у помсту за вбивство власного народу, але Ведат переживає кризу сумління. Боячись смерті, він убиває Кінана і звільняє Тобіаса, який повертає контроль над літаком.
Тобіас продовжує підготовку до посадки в Ганновері, але Ведат вимагає, щоб вони не сідали. Зрештою, він поступається, коли Тобіас каже, що в літаку мало пального й він має приземлитися, і допомагає пораненому Тобіасу посадити літак у Ганновері. Після приземлення пасажири покидають літак, а поліцейський перемовник починає зв'язуватися з кабіною пілотів по рації. Під час переговорів Ведат вимагає пальне, стаючи емоційно нестабільним, коли він стикається з наслідками своїх дій. Викрадач ненадовго заспокоюється і відволікається, коли йому дзвонить мати на мобільний, і він плаче їй, що просто хоче додому. Після дзвінка Тобіас наполягає, щоб юнак здався, та Ведат стає більш агресивним і погрожує вбити Тобіаса, і в нього стріляє снайпер.
Поліція заходить до кабіни пілотів, коли Тобіас намагається врятувати пораненого Ведата і благає викликати лікаря. Коли Тобіаса виводять з літака, він бачить тіло Ґьокче, яке все ще лежить біля входу в кабіну. У тиші евакуйованого літака фільм закінчується, коли в порожній кабіні знову починає дзвонити мобільний телефон Ведата.

## Акторський склад
- Джозеф Гордон-Левітт — перший пілот Тобіас Елліс
- Омід Мемар — терорист Ведат
- Айлін Тезель — стюардеса Ґьокче
- Карло Кіцлінгер — капітан Майкл Лутцман
- Муратан Муслу — терорист Кінан
- Пол Воллін — терорис Даніель
- Орелі Тепо — стюардеса Наталі

## Виробництво
У січні 2017 року було оголошено, що Пол Дано зіграє головну роль у фільмі «7500» режисера Патріка Фолльрата, що стане його повнометражним режисерським дебютом. Зйомки мали розпочатися в середині 2017 року в Німеччині, однак, коли зйомки затягнулися, Дано вибув з проекту через конфлікт із розкладом, і його замінив Джозеф Гордон-Левітт. Основне виробництво розпочалося у листопаді 2017 року в Кельні та Відні. Говорячи про участь Гордона-Левітта в проекті, Фолльрат сказав: «Джозеф - найцікавіший актор, який коли-небудь знімався в кіно: «Джозеф - один з найцікавіших акторів на екрані сьогодні, і ми не можемо дочекатися, щоб попрацювати з ним і побачити, яку магію він привнесе в цю складну роль».

## Реліз
У травні 2019 року Amazon Studios придбала права на дистрибуцію фільму і презентувала його на своєму сервісі Amazon Prime Video. Світова прем'єра фільму відбулася на кінофестивалі в Локарно 9 серпня 2019 року. У США фільм вийшов у цифровому форматі 18 червня 2020 року.

## Сприйняття
На агрегаторі рецензій Rotten Tomatoes фільм має рейтинг схвалення 71 % на основі 154 рецензій із середньою оцінкою 6,5/10. Консенсус на сайті звучить так: «7500 не досягає висот як захоплюючий трилер, але сильна гра Джозефа Гордона-Левітта в головній ролі все ж дозволяє йому триматися достатньо високо». На сайті Metacritic фільм має середньозважену оцінку 58 зі 100 на основі рецензій 23 критиків, що свідчить про «змішані або середні відгуки».
Джованні Мелоглі з Cineuropa написав: «Клаустрофобська обстановка є надзвичайно ефективним елементом для досягнення мети, поставленої режисером — окреслення людської поведінки та реакції в екстремальних ситуаціях, де раціональність та емоції змішуються і борються з непередбачуваними результатами. Аллан Хантер зі Screen Daily описав фільм як такий, що прагне «автентичності», а не «героїки та театральності американського блокбастера», і порівняв обмежений набір кадрів з «винахідливістю Гічкока» за його здатність вселяти «неабияку тривогу, викликану сюжетом, використанням великих планів і відчуттям ув'язнення». Так само Гай Лодж з Variety назвав прем'єру «7500» «жваво ефективною до холодного поту, яка переносить глядачів від плавного злету і перших ознак тривоги до стрімкого тотального жаху з такою нервовою ефективністю, якою можна захоплюватися, не отримуючи від цього задоволення».